# La Motte-d’Aveillans
La Motte-d’Aveillans település Franciaországban, Isère megyében. Lakosainak száma 1727 fő (2022. január 1.). La Motte-d’Aveillans Notre-Dame-de-Vaulx, Susville, La Motte-Saint-Martin és Pierre-Châtel községekkel határos.

## Népesség
A település népességének változása:
| Lakosok száma | 2410 | 1677 | 1591 | 1752 | 1797 | 1748 | 1712 | 1692 | 1707 | 1727 |
|               | 1968 | 1982 | 1990 | 2006 | 2013 | 2015 | 2017 | 2019 | 2020 | 2022 |